# 多布羅維爾利亞 (卡緬涅茨-波多利斯基區)
48°44′54″N 26°19′4″E / 48.74833°N 26.31778°E
多布羅維爾利亞（烏克蘭語：Добровілля），是烏克蘭的村落，位於該國西部赫梅利尼茨基州，由卡緬涅茨-波多利斯基區負責管轄，面積0.48平方公里，2001年人口265，人口密度每平方公里550.9人。